# Paul Brydon
Paul David Brydon (nascido em 8 de dezembro de 1951) é um ex-ciclista de estrada e pista neozelandês. Conquistou a medalha de bronze na perseguição por equipes de 4 km nos Jogos da Commonwealth de 1974 em sua cidade natal, Christchurch.
Brydon também representou Nova Zelândia nos Jogos Olímpicos de Verão de 1972 em Munique, onde terminou em quinquagésimo na prova de estrada individual.